# Quickspace
Quickspace — лондонская группа экспериментального рока, существующая с 1994 года. С числом имен участников и музыкальных стилей группы, единственное, что не меняется в ней — качество и изменение.
После распада известной инди-поп-группы Th' Faith Healers в конце 1994 года, её гитарист/вокалист Tom Cullinan формирует новую группу под названием Quickspace Supersport. В марте 1995 года группа издаёт свой первый сингл Quickspace Happy Song #1 на собственном лейбле «Kitty Kitty Corporation». Музыкальная пресса, ориентированная на брит-поп, не уделила должного внимания группе, которая, тем не менее, гастролировала вместе с Sebadoh и Stereolab. После издания миньона Superplus в октябре 1995 года британская пресса наконец обратила внимание на группу, но последняя решила взять шестимесячный перерыв.
Группа вернулась с новым составом и сокращённым названием «Quickspace», летом 1996 года были изданы сингл Friend и дебютный альбом Quickspace. Из старого состава остались только Cullinan (гитара/вокал) и Newsham (бас). Во время записи очередного альбома был издан сборник синглов и бисайдов Supo Spot (1997), содержавший раритетные треки, Peel sessions и демозаписи, а также был издан миньон Precious Mountain (1997), продемонстрировавший вкус к изменениям. После длительных сессий в студии, группа подарила своим поклонникам два сингла, объединённых в мини-альбом Precious Little (1998), и второй альбом Precious Falling (1998). Третий альбом The Death Of Quickspace (2000) был издан на американском лейбле Matador, после чего активность группы прекратилась на три года.
Молчание было прервано в 2003 году синглом In A Field Of Nymphs, изданным на обскурном итальянском лейбле Homesleep. После чего прошло ещё два года, как был издан очередной сингл Pissed Off Boy (2005) на лейбле Domino с полностью обновлённым составом группы.

## Дискография

### Альбомы
- Quickspace (1996, Kitty Kitty Corporation/1997, Slash Records)
- Precious Falling (1998)
- The Death Of Quickspace (2000)

### Сборники
- Supo Spot (1997)

### Синглы и миньоны
- Quickspace Happy Song #1 (1995)
- Found A Way (1995)
- Superplus (1995)
- Friend (1996)
- Rise (1996)
- Amigo (1997)
- Precious Mountain (1997)
- Hadid (1998)
- Quickspace Happy Song #2 (1998)
- Precious Little (1998)
- The Lobbalong Song (1999)
- The Flat Moon Society (2000)
- In A Field Of Nymphs (2003)
- Pissed Off Boy (2005)

## Видео
- Quickspace Happy Song #2
- Walk Me Home (вырезки из советского фильма "Куколка")
- Minors